# پاملا من
پاملا من (انگلیسی: Pamela Mann؛ زاده ۱ ژوئیهٔ ۱۹۵۷) بازیگر پورنوگرافی آمریکایی است.